# سيفيلا (محطة مترو أنفاق مدريد)
سيفيلا (بالإسبانية: Sevilla)‏ هي محطة مترو أنفاق في مدريد في إسبانيا، تقع على الخط رقم 2.